# Adamsia palliata
Adamsia palliata is een zeeanemonensoort uit de familie Hormathiidae. De anemoon komt uit het geslacht Adamsia. Adamsia palliata werd in 1761 voor het eerst wetenschappelijk beschreven door Bohadsch. Deze auteur gebruikte niet consequent de binaire naamgeving zodat zijn werk werd verworpen als bron voor wetenschappelijke namen. De volgende in aanmerking komende auteur is O.F. Mueller (1776). Fabricius (1779) gebruikte eveneens de naam palliata, maar vanzelfsprekend is de oudste naamgever de geldige. De complete naam van deze zeeanemoon dient dan ook te luiden Adamsia palliata (Mueller, 1776).

## Beschrijving
A. palliata leeft normaal gesproken op de schaal van een zeeslak die een heremietkreeft huisvest. De basis van deze mantel-anemoon is breed en voorzien van lobben die zich rond de schaal uitstrekken. De randen komen samen in een hechtdraad waar de schaal volledig omcirkeld is. De orale schijf en tentakels zijn naar beneden gericht onder de onderkant van de krab. De basale lobben kunnen zich uitstrekken tot ongeveer vijftien centimeter, terwijl de stam slechts ongeveer één centimeter hoog is. De kolom is reebruin getint met roze-paars, bleek tot wit in de buurt van de borstwering. Het is bedekt met levendige magenta vlekken die het grootst zijn in het centrale gedeelte. Er is een smalle roze lijn rond de rand van de borstwering en de orale schijf en tentakels zijn wit. De tentakels zijn talrijk en ongeveer een centimeter lang, niet volledig intrekbaar en gerangschikt in vier submarginale rijen. De mond is lang en ovaal en steekt uit de schijf. Wanneer het te groot wordt voor de schaal, scheidt de anemoon een chitineus membraan af aan de basis. Dit heeft als effect dat het volume van de schelp die beschikbaar is voor de heremietkreeft toeneemt, die er dan voor een langere periode in kan leven voordat hij een nieuw huis moet vinden. In één geval, op een schaal van Gibbula umbilicalis, had dit membraan zich ontwikkeld tot een pseudo-lichaamskrans die even volumineus was als de rest van de schaal. Op het onderste deel van de kolom bevinden zich gespecialiseerde cellen die defensieve roze (soms witte) draden uitstoten, acontia genaamd, wanneer de anemoon wordt gestoord.

## Leefwijze
Deze anemoon kan in symbiose leven met ten minste drie soorten heremietkreeften (Ates, 1995). Deze samenleving heeft vermoedelijk voordelen voor elk van hen, zoals bescherming voor de heremietkreeft dankzij de netelkapsels. De anemoon wordt door Pagurus prideaux gevoerd (Ates, 1995). De kreeft gebruikt de anemoon als tijdelijke opslagplaats van voedsel. Hoe dat zit met de twee andere heremietsoorten waarmee Adamsia palliata samenleeft is nog onduidelijk.

## Verspreiding
A. palliata wordt gevonden in ondiepe delen van de noordoostelijke Atlantische Oceaan ten zuiden van de Azoren, in de Noordzee en de Middellandse Zee. Het komt overal voor waar zijn heremietkreeftengastheer wordt gevonden, in diep water op zanderige vlaktes en is vooral voorstander van modderige grindbodems met schelpfragmenten. Voor de kust van Noorwegen zou het in 1860 algemeen voorkomen op een diepte van 30 tot 40 meter. In Noorse fjorden wordt de anemoon doorgaans vanaf 10 meter diepte waargenomen.